# Eugen Petersen
Eugen Adolf Hermann Petersen (16. srpna 1836, Heiligenhafen (Šlesvicko-Holštýnsko) – 14. prosince 1919, Hamburk) byl německý klasický filolog a archeolog, profesor na Německé univerzitě v Praze

## Život a působení
Narodil se v rodině soudního úředníka v tehdy dánském Holštýnsku, po maturitě studoval klasické jazyky na univerzitě v Kielu a v Bonnu. Tam se setkal s učiteli, kteří ho nejvíc ovlivnili, mezi nimi Friedrich Ritschl a Otto Jahn. Disertační práci o Teofrastových postavách obhájil roku 1859 na univerzitě v Kielu tak výborně, že jako odměnu získal roční stipendium Německého archeologického institutu (DAI). Se dvěma dalšími z prvních stipendistů procestoval Středomoří a zejména Itálii. Na pobočce archeologického istitutu v Římě zůstal až do roku 1861 a věnoval se novým vykopávkám na Via Latina. O rok později se habilitoval na univerzitě v Erlangenu jako soukromý docent a vedle toho učil na gymnáziu v Husumu a v Plönu. Roku 1865 se oženil s Idou Michaelisovou, sestrou svého kolegy ze studií a švagrovou významného historika J. G. Droysena. Vědecky se zabýval hlavně řeckým sochařstvím a proti svým kolegům zdůrazňoval i jeho estetickou stránku.
Roku 1873 byl jmenován profesorem klasické filologie a archeologie v Dorpatu (dnes Tartu) a roku 1879 profesorem klasické archeologie na Německé univerzitě v Praze. Opakovaně cestoval po Itálii a s několika kolegy důkladně procestoval Malou Asii, což popsali ve dvou společných monografiích. Roku 1886 byl jmenován prvním tajemníkem Německého archeologického institutu v Athénách a o rok později přešel ve stejné funkci do Říma, kde strávil 18 let. Petersen a hlavně jeho žena se však nedovedli přizpůsobit italskému prostředí a přísný Petersen se opět dostal do konfliktů se svými spolupracovníky. Zabýval se hlavně sloupy císaře Trajána a Marka Aurelia a oltářem Ara Pacis. Roku 1905 odešel do výslužby a žil v Berlíně, 1907 opět cestoval do Athén a zabýval se vedle plastik řeckým divadlem. Po smrti své ženy roku 1915 se přestěhoval k synovi do Hamburku, kde dále psal a publikoval až do své smrti.

## Dílo
- Kritische Bemerkungen zur ältesten Geschichte der griechischen Kunst (Kritické poznámky k nejstarším dějinám řeckého umění, 1871)
- Die Kunst des Pheidias am Parthenon und zu Olympia (Feidiovo umění na Parhenonu a v Olympii, 1873)
- Die Marcus-Säule auf Piazza Colonna in Rom Sloup Marka Aurelia na Piazza Colonna v Římě, 1896 spolu s A. von Domaszewskim a G. Calerinim):
- Vom alten Rom (O starém Římě, umělecký průvodce,1898)
- Trajans Dakische Kriege (TRajánovy dácké války, 2 sv. 1899 a 1903)
- Ara Pacis Augustae, (1902)
- Athen (umělecký průvodce,1908)
- Die attische Tragödie als Bild und Bühnenkunst (Attická tragédie jako obraz a jevištní umění, 1915)[1]